# Ulota crispa
Ulota crispa là một loài Rêu trong họ Orthotrichaceae. Loài này được (Hedw.) Brid. miêu tả khoa học đầu tiên năm 1819.

## Hình ảnh

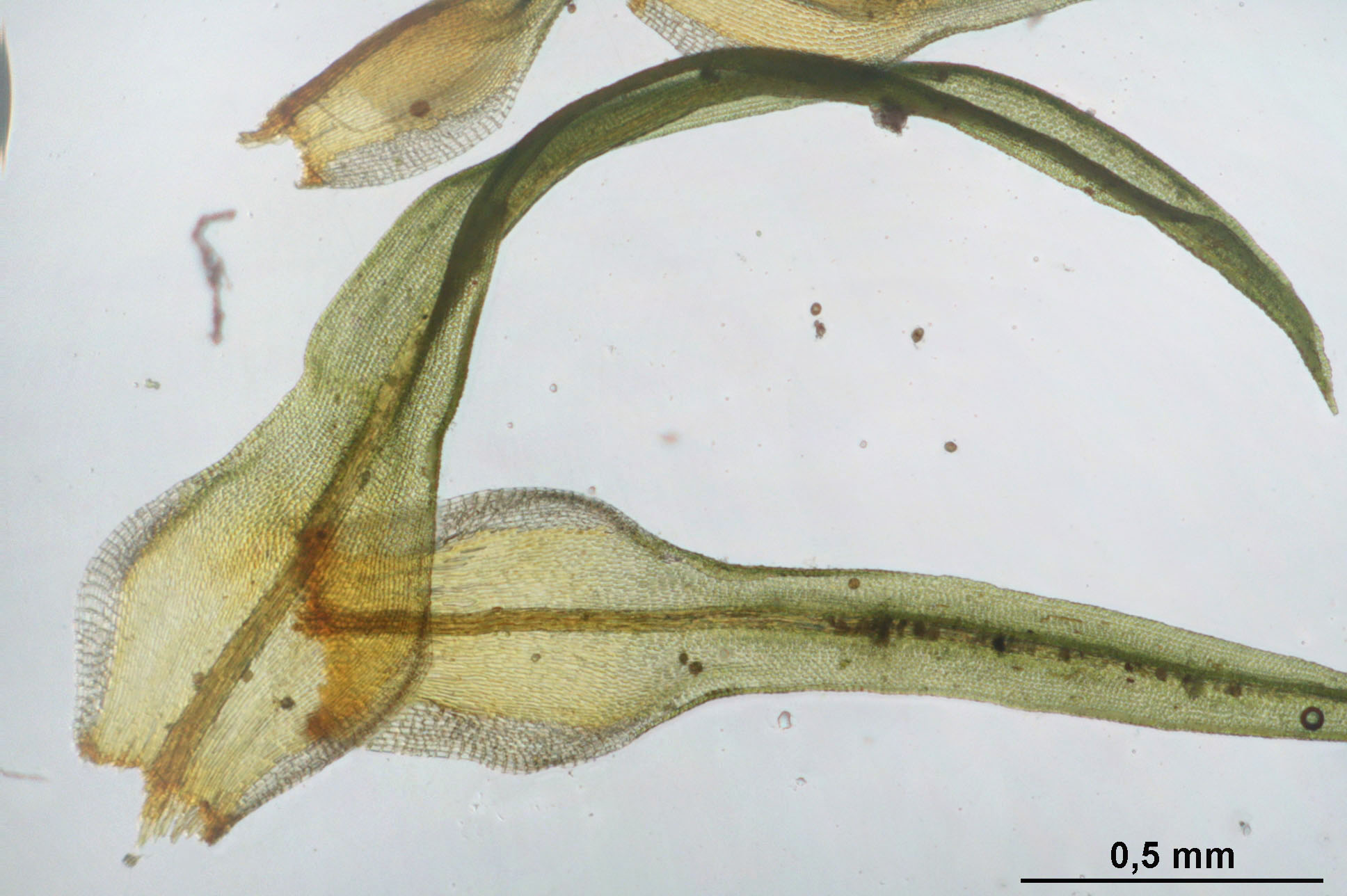
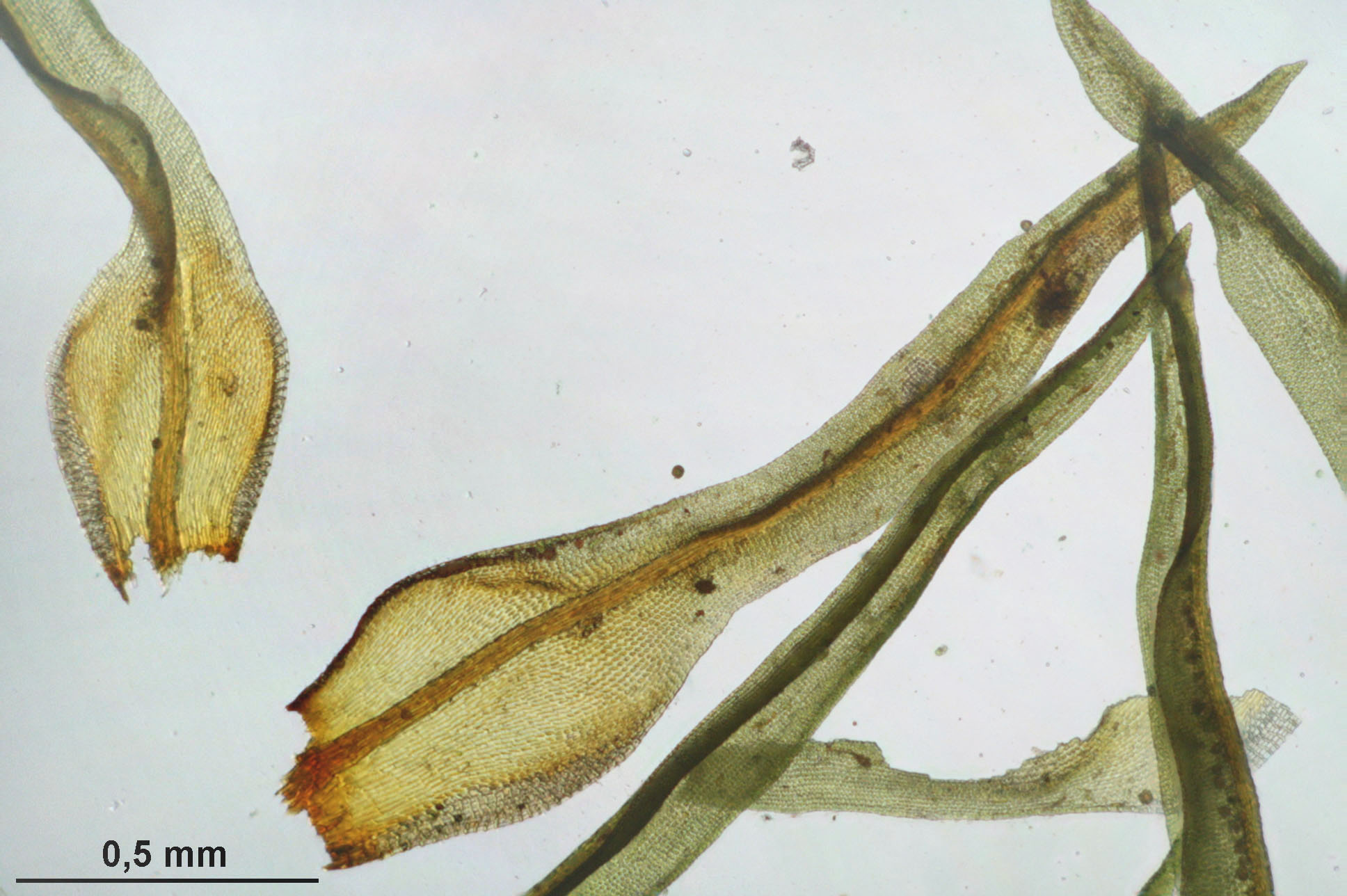
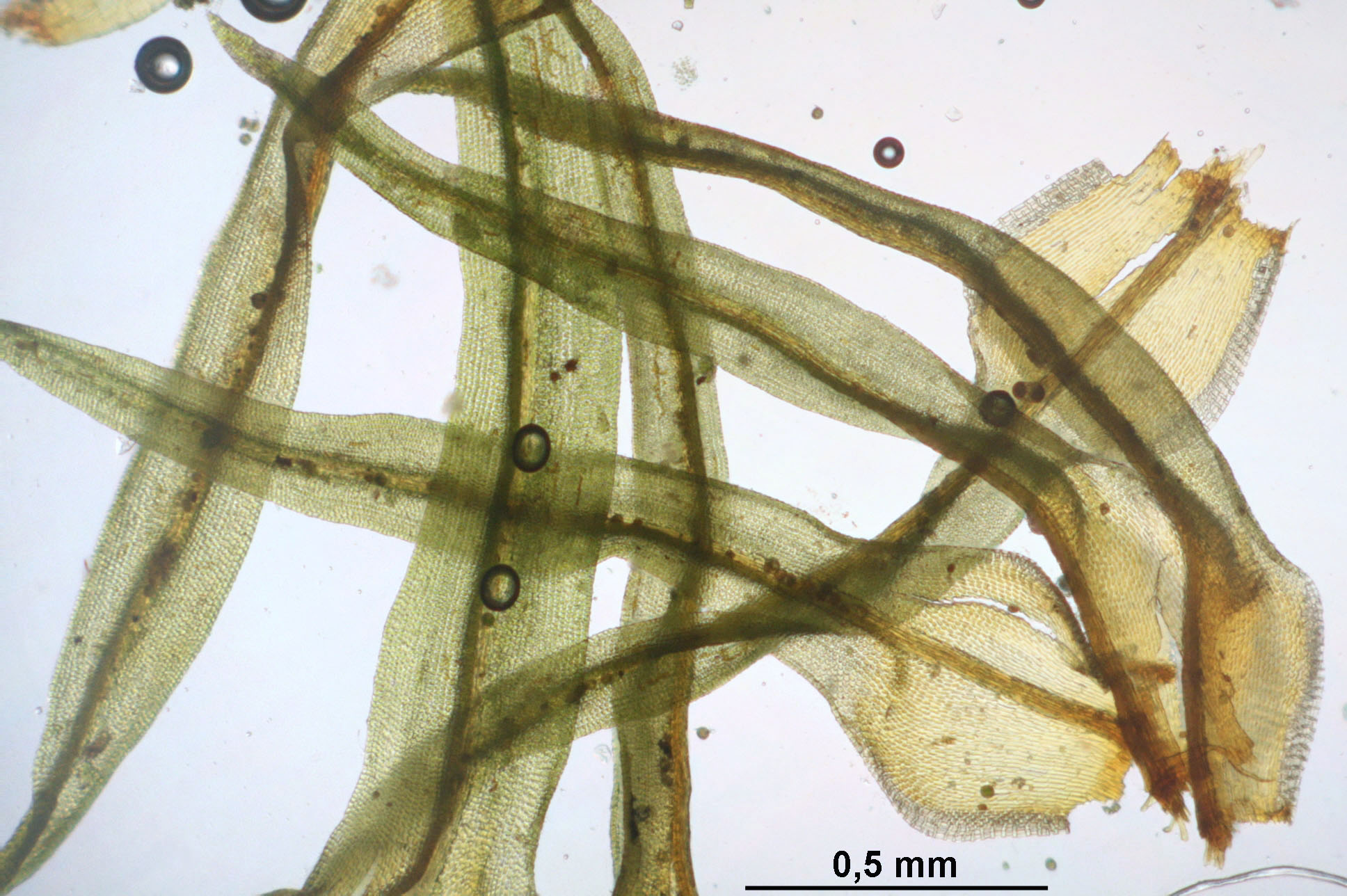
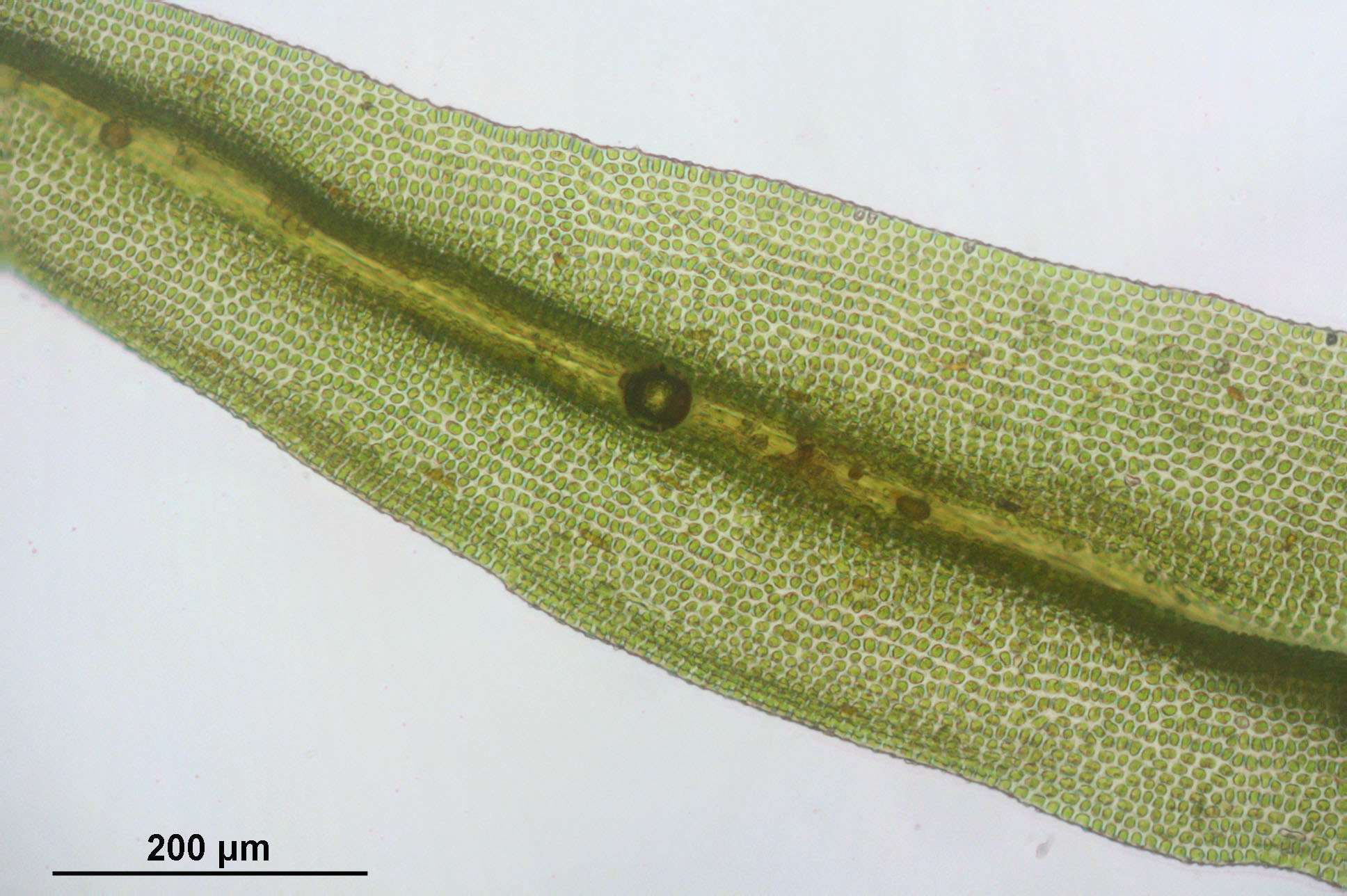